# Frederick Warde
Frederick Warde, nome d'arte di Frederick Barkham Warde (Wardington, 23 febbraio 1851 – Brooklyn, 7 febbraio 1935), è stato un attore teatrale e attore cinematografico britannico.
Suo figlio, Ernest C. Warde, diventò anche lui attore e regista, lavorando a Hollywood fino al 1923, anno della sua morte.

## Biografia
Nato nell'Oxfordshire, in Inghilterra, Frederick Warde è stato un attore shakesperiano britannico che andò a lavorare negli Stati Uniti alla fine dell'800.
Alla fine degli anni '70 si accordò con uno degli attori con cui lavorava, Maurice Barrymore, per andare in tournée dividendosi le zone: Barrymore metteva in scena i suoi lavori in alcune stati, Warde copriva tutti gli altri.
A Denver, Warde scoprì un giovane attore cui consigliò di recarsi a New York, a tentare la strada del cinema: si può dire che sia  a lui che si deve la scoperta di Douglas Fairbanks.
Girò undici film tra cui la trasposizione del Riccardo III di Shakespeare: il film venne ritrovato nel 1996 da un collezionista privato che lo donò all'archivio dell'American Film Institute.

## Filmografia
- Richard III, regia di André Calmettes e James Keane (1912)
- Silas Marner, regia di Ernest C. Warde (1916)
- King Lear, regia di Ernest C. Warde (1916)
- The Vicar of Wakefield, regia di Ernest C. Warde (1917)
- Hinton's Double, regia di Lloyd Lonergan e Ernest C. Warde (1917)
- The Fires of Youth, regia di Émile Chautard (1917)
- Under False Colors, regia di Émile Chautard (1917)
- The Heart of Ezra Greer, regia di Émile Chautard (1917)
- Rich Man, Poor Man, regia di J. Searle Dawley (1918)
- The Unveiling Hand , regia di Frank Hall Crane (1919)
- A Lover's Oath, regia di Ferdinand P. Earle (1925)